# Wappen Kenias
Das Wappen Kenias wurde am 15. Oktober 1963 eingeführt.

## Beschreibung

Flagge Kenias

Das Wappen zeigt einen Schild der Massai, der in den Landesfarben Kenias gestaltet und daher zweimal geteilt in Schwarz, Rot und Grün ist. Im mittleren roten Feld ist ein silberner Hahn mit Beil abgebildet. Der Schild wird von zwei Speere tragenden goldenen rotgezungten und rotbewehrten Löwen als Schildhalter gehalten. Sie stehen auf einem felsigen Postament, auf dem einheimische Pflanzen und Früchte (Kaffee-Pflanze, Tee-Pflanze, Pyrethrum, Sisal-Agave, Mais und Ananas) geordnet sind.
Ein rotes Schriftband unter dem Wappen trägt in Swahili den Wahlspruch des Landes:
„HARAMBEE“
(Lass uns zusammenarbeiten!)

## Symbolik
- Schwarz ist das Volk von Kenia.
- Rot symbolisiert das während des Freiheitskampfes vergossene Blut.
- Grün steht für die Landwirtschaft und die natürlichen Schätze des Landes.
- Weiß steht für den Frieden.

Der Hahn ist Teil des Logos der KANU-Partei, soll aber auch ein glückliches Leben verkünden. Speere und Schild gehören zur traditionellen Ausrüstung der Massai.
Die Schildhalter erinnern an die britische Kolonialmacht und stehen für Kraft und Wachsamkeit.

## Geschichte

Flagge von Britisch-Ostafrika

Das Staatswappen löste das Kolonialemblem, einen aufrecht schreitenden roten Löwen, ab, der sich auch in der Flagge von Britisch-Ostafrika findet.